# D-SHADE
D-SHADE（ディシェイド）は、日本のヴィジュアル系ロックバンド。

## 概説
バンド名の「D†SHADE」はDEAREST SHADEの略。
自分達が作り出す音楽や、すべてにおける表現方法をもう一人の自分達＝「影」と例え、SHADEとしており、それらが自分達にとって大切なものとして考えた結果、最愛なるもの＝DEARESTの頭文字Dをとって、バンド名とした。
ギターのKEN曰く、「長くて言いにくいので縮めた」との事。
1994年に高校の同級生だったHIBIKIとKEN、そして中学時代の同級生YOSHIHIROにより、広島県東広島市にて前身となるコピーバンドを結成。
翌年1995年にバンド名を付けて、本格的に活動を開始する。
インディーズ時代より、10代とは思えない作曲能力と演奏力の高さから人気を博し、テレビ朝日系列の音楽番組「Break Out」でも取り上げられる。
インディーズで作品を数作発表後、1998年4月にシングル「BELIEVE」でメジャーデビュー。
同年7月に発売されたメジャー2ndシングル「ENDLESS LOVE」が、テレビ朝日系列ドラマ「スウィートデビル」の挿入歌に起用されヒットする。
計6枚のシングル、1枚のアルバムをリリースしたが、ボーカルのHIBIKIがレーサーに転向するため音楽界の引退を発表し、2000年5月31日をもって解散。

## メンバー
HIBIKI（ボーカル）
1977年7月6日生、O型。東広島市出身。
切れ長の鋭い目つきと、突き刺すような高い声が特徴。
解散後は本名の待田克彦名義でレーサーとして活動していたが、現在レース活動は休止中。
地元である東広島市で情報誌の発行を行っている株式会社プレスネットに在籍している。
編集営業局長を経て、現在は取締役営業局長となっている。
KEN（ギター）1977年11月13日生、A型。
D-SHADEの楽曲のほとんどの作曲を手掛けている。
D-SHADE解散後、THE LIDEEで活動（その後、解散）。Rips∞kateのサポートギターも担当していた。
ドラムのYUJIと共に、D-SHADE 1/2としてライブを行う事もある。
最近はツイキャスで配信をしており、配信中にちょいちょい「KEN語録」が飛び出す。
「どぅする⤴︎？」や「知らんけど」「やめてもろて」など
YOSHIHIRO（ベース）
1977年5月10日生、AB型。
引退。
YUJI（ドラム）
1977年4月29日生、A型。尾道市出身。
D-SHADEの解散後、as.milkで活動していたが、2009年12月23日にas.milkが活動を休止。
2010年2月からL～Lotus～で活動後、2011年7月に脱退。
現在は音楽芸能プロダクションRiseの社長兼CEO。
次世代のハイパートラックメーカーチームM.A.Yとしても活動。2011年10月5日に栄喜（ex.SIAM SHADE、DETROX）をボーカルに迎え「SHINE」をリリースしている。
他にもTE:D botというバンドを結成して、同バンドでドラムを担当していた。
2019年4月、ペルテス病患者の支援を目的とした非営利団体「super view」を設立。
同年7月、音楽プロダクションRISEを設立。
2020年2月に、上述の非営利団体「super view」が東京都からNPO法人の設立認証を受けており、同法人の代表理事を務める。
同年3月には広島県観光特使に任命されている。
ソロドラマーとしても活動中。詳細は秋好祐治を参照。

## ディスコグラフィ

### シングル
|     | タイトル        | 発売日         | 品番      | 最高位 | 備考                                              |
| --- | --------------- | -------------- | --------- | ------ | ------------------------------------------------- |
| 1st | ALONE           | 1997年12月21日 | POCH-1680 |        | インディーズ、マキシシングル                      |
| 2nd | BELIEVE         | 1998年4月22日  | PODH-1406 | 16     | メジャーデビュー曲                                |
| 3rd | ENDLESS LOVE    | 1998年7月15日  | PODH-1422 | 10     | 1stアルバム「DAYS」に収録されていた音源のリメイク |
| 4th | Truth           | 1998年10月21日 | PODH-1439 | 11     |                                                   |
| 5th | MYSELF          | 1999年4月28日  | PODH-1470 | 17     |                                                   |
| 6th | ALONE           | 1999年7月28日  | PODH-1489 | 12     | 1stシングル「ALONE」のリメイク                    |
| 7th | Dear... my love | 1999年8月25日  | PODH-1502 | 25     | 2ndアルバム「Dear」に収録されていた音源のリメイク |

### アルバム
|     | タイトル | 発売日         | 品番       | 最高位 | 備考         |
| --- | -------- | -------------- | ---------- | ------ | ------------ |
| 1st | DAYS     | 1997年8月21日  | CRCP-20162 |        | インディーズ |
| 2nd | Dear     | 1998年3月18日  | POCH-1681  | 33     | インディーズ |
| 3rd | True     | 1998年12月23日 | POCH-1748  | 13     |              |

### ベストアルバム
|     | タイトル                     | 発売日        | 品番      | 最高位 | 備考                                                              |
| --- | ---------------------------- | ------------- | --------- | ------ | ----------------------------------------------------------------- |
| 1st | ZERO 〜 Single Collection 〜 | 2000年5月31日 | POCH-1971 | 17     | メジャーデビュー後のシングル曲、カップリング曲全てと新曲2曲を収録 |

### VHS・DVD
|     | タイトル                                   | 発売日         | 品番                | 最高位 | 備考                                                         |
| --- | ------------------------------------------ | -------------- | ------------------- | ------ | ------------------------------------------------------------ |
| 1st | BELIEVE                                    | 1998年4月22日  | POVH-1062           |        |                                                              |
| 2nd | ENDLESS LOVE                               | 1998年7月15日  | POVH-1066           |        |                                                              |
| 3rd | SPARK FREE '98 TOKYO                       | 1998年11月18日 | POVH-1068           |        | '98.9.6 渋谷公会堂にて行われた“SPARK FREE '98”の模様を映像化 |
| DVD | ZERO 〜Clip Collection〜                   | 2000年5月31日  | POVH-1000 POBH-1013 |        | ビデオ・クリップ集                                           |
|     | Break Out 祭 '97 8.29 in 渋谷公会堂        | 1997年10月22日 | POVH-1059           |        | ゲスト参加したイベントの模様を収録                           |
|     | Break Out 祭 '98 Final in 日本武道館 vol,2 | 1998年10月21日 | PHVL-4802           |        | ゲスト参加したイベントの模様を収録                           |

## HIBIKI ソロ

### シングル
|     | タイトル                        | 発売日         | 品番      | 最高位 | 備考                   |
| --- | ------------------------------- | -------------- | --------- | ------ | ---------------------- |
| 1st | Till the End 〜終わらない愛を〜 | 1999年10月14日 | POCH-1875 | 34     | ソロデビューシングル。 |

## タイアップ一覧
| 使用年  | 曲名                            | タイアップ                                                                  |
| ------- | ------------------------------- | --------------------------------------------------------------------------- |
| D-SHADE |                                 |                                                                             |
| 1998年  | BELIEVE                         | テレビ朝日系『ナイナイナ』テーマソング                                      |
| 1998年  | ENDLESS LOVE                    | テレビ朝日系 月曜ドラマ・イン『スウィートデビル』挿入歌                     |
| 1998年  | ENDLESS LOVE                    | テレビ朝日系『少年少女B』エンディングテーマ                                 |
| 1998年  | ENDLESS LOVE                    | テレビ朝日系『金髪先生』エンディングテーマ                                  |
| 1998年  | ENDLESS LOVE                    | テレビ朝日ドラマ『せつない〜TOKYO HEART BREAK〜』挿入歌（第18話）           |
| 1998年  | I FEEL YOU                      | テレビ東京系特撮ドラマ『仮面天使ロゼッタ』オープニングテーマ                |
| 1998年  | Truth                           | テレビ朝日系『4大ロードレース』テーマソング                                 |
| 1999年  | MYSELF                          | テレビ朝日系『長島三奈の熱闘!スポーツM18』エンディングテーマ                |
| 1999年  | Dear... my love                 | テレビ朝日系 サタデードラマ『笑ゥせぇるすまん』オープニングテーマ           |
| 1999年  | ALONE                           | フジテレビ系ドラマ『小市民ケーン』主題歌                                    |
| HIBIKI  |                                 |                                                                             |
| 1999年  | Till the End 〜終わらない愛を〜 | テレビ朝日系アニメ『神風怪盗ジャンヌ』エンディングテーマ（第28話 - 第44話） |

## ヘビーローテーション/パワープレイ

### ラジオ
| 放送年  | 曲名     | ラジオヘビーローテーション/パワープレイ |
| ------- | -------- | --------------------------------------- |
| D-SHADE |          |                                         |
| 1997年  | MEMORIES | FM-NIIGATA 1997年9月度パワープレイ      |